# Zonia
Zonia är ett släkte av fjärilar. Zonia ingår i familjen tjockhuvuden.
Kladogram enligt Catalogue of Life:
| Zonia | \| \| Zonia panamensis \| \| \| \| \| \| Zonia zonia \| \| \| \| |
|       | \| \| Zonia panamensis \| \| \| \| \| \| Zonia zonia \| \| \| \| |
|       | Zonia panamensis                                                 |
|       |                                                                  |
|       | Zonia zonia                                                      |
|       |                                                                  |